# Estación Plátanos
Plátanos es una estación ferroviaria de la localidad homónima, partido de Berazategui, Provincia de Buenos Aires, Argentina.

## Servicios
Es una estación intermedia del servicio eléctrico metropolitano de la Línea General Roca desde la estación Plaza Constitución a la estación La Plata.

## Infraestructura
Cuenta con dos andenes elevados para el servicio eléctrico.
Anteriormente a la elevación de los andenes, las formaciones eléctricas se detenían en andenes provisorios de madera y caños desplazados 50 metros al norte de la estación. Los andenes definitivos finalmente fueron elevados en marzo de 2018.

## Historia
Fue inaugurada en 1872 como parte del Ferrocarril Buenos Aires al Puerto de la Ensenada, con el nombre de “Estación Godoy”; en 1898 el FCBAPE fue adquirido por el Ferrocarril del Sud, también de capitales británicos. Al nacionalizarse los ferrocarriles entre 1946 y 1948, pasó a formar parte de la red del Ferrocarril General Roca.

## Toponimia

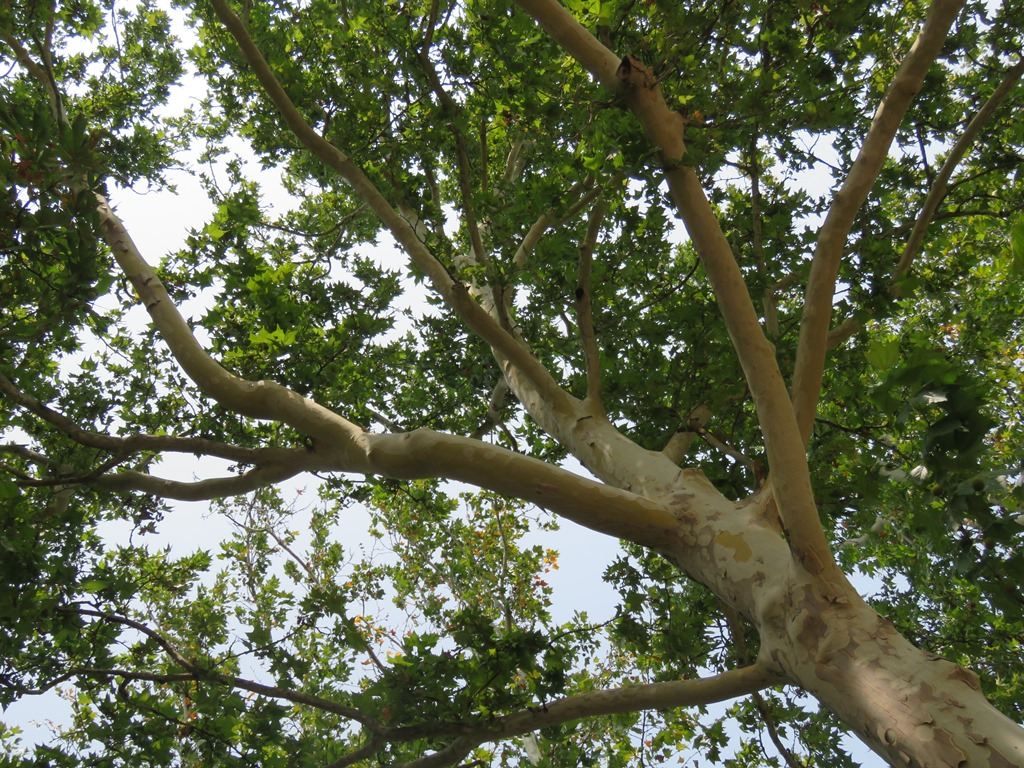
Árbol de Plátano

Fue nombrada así, por el arroyo que existe en sus proximidades que recuerda al árbol Plátano, muy frecuente en estaciones de trenes, plazas y calles del país.

## Diagrama
| Plataforma Norte |                                                                      |
| Vía 1            | Trenes a La Plata provenientes de Constitución (próxima Hudson)      |
| Vía 2            | Trenes a Constitución provenientes de La Plata (próxima Berazategui) |
| Plataforma Sur   |                                                                      |